# Kemalpaşa
Kemalpaşa, antigament Nimfèon (grec medieval: Νυμφαίον, Nimféon), Nifs i Nif és un municipi i districte de la província d'Esmirna, Turquia. El nom del municipi en l'antiguitat clàssica era el de Nimfeu, sent rebatejat en turc pel nom de Nifs. El nom de Nif fou canviat en honor de Mustafa Kemal Paşa, qui passà la nit del 8 de setembre del 1922 en aquesta població abans de l'ocupació d'Esmirna l'endemà, fet que posà fi a la guerra greco-turca. Tot i així, la denominació de Nif es manté per a les muntanyes de l'entorn, (Nif Dağı i Nif Çayı). Els turcs que regiren aquesta ciutat pertanyien a l'Emirat de Saruhan-oğhlu.